# La Tour Ronde
Pour les articles homonymes, voir Tour ronde.
La Tour Ronde est un sommet du massif du Mont-Blanc qui culmine à 3 793 ou 3 798 m d'altitude sur l'arête frontière entre la France et l'Italie, entre le col du Géant et le mont Maudit.
La voie normale par l'arête sud-est (combinée avec la descente de la Vallée Blanche), et la face nord (Francesco Gonella avec Alexis Berthod le 23 août 1886) sont respectivement les no 11 et no 35 des 100 plus belles courses du massif du Mont-Blanc de Gaston Rébuffat.